# Nagyhalmágyi József
Nagyhalmágyi József (Pankota, 1927. április 27. –) erdélyi magyar zenekritikus.

## Életútja
Középiskoláit a kolozsvári Unitárius Kollégiumban s a nagyváradi főgimnáziumban végezte, Aradon érettségizett (1946). Újságíró az aradi Vörös Lobogónál (1955-63), a brassói Új Időnél, ill. a Brassói Lapoknál (1963-73), később a sepsiszentgyörgyi Megyei Tükörnél és utódjánál, a  Háromszéknél. Mindenik lapnál a zenei rovat vezetője. Több mint ezer zenei kritikát, riportot, portrét, zenei könyvrecenziót, hangversenyelőzetest közölt, érdemeket szerzett a zenei élet fellendítésében.